# China Fortune Land Development
China Fortune Land Development Company Limited (CFLD) — крупный китайский оператор недвижимости, входит в сотню крупнейших компаний страны. Штаб-квартира расположена в Пекине, акции котируются на Шанхайской фондовой бирже, контрольный пакет акций CFLD через China Fortune Land Development Holding принадлежит миллиардеру Ван Вэньсюэ. 
Специализируется на развитии промышленных парков, жилой недвижимости и транспортной инфраструктуры. По состоянию на 2019 год выручка China Fortune Land Development составляла 10,4 млрд долл., прибыль — 1,6 млрд долл., активы — 57,8 млрд долл., рыночная стоимость — 14,5 млрд долл., в компании работало почти 27 тыс. сотрудников.

## История
Компания основана в 1998 году под названием Huaxia Real Estate Development. Первым объектом компании стал комплекс Huaxia Garden. В 1999 году была основана компания Huaxia Property Management. В 2002 году в уезде Гуань, недалеко от Пекина, был заложен промышленный парк Гуань. В декабре 2007 года была образована акционерная компания China Fortune Land Development. 
В 2011 году акции CFLD стали котироваться на Шанхайской фондовой бирже. В 2015 году China Fortune Land Development приобрела футбольный клуб Хэбэй Чайна Форчун из города Циньхуандао, в 2016 году — компанию Urbanspace Planning and Architectural Design Co. (Шэньчжэнь). В сентябре 2018 года Ван Вэньсюэ продал 20 % China Fortune Land Development страховой группе Ping An Insurance за 2 млрд долларов.

## Акционеры
Крупнейшим акционером China Fortune Land Development является Ван Вэньсюэ (37,6 %), среди других акционеров — Ping An Asset Management (25,3 %), China Securities Finance (3 %) и Bosera Asset Management (1 %).

## Активы
China Fortune Land Development построила в материковом Китае свыше ста крупных промышленных кластеров и парков:
- Gu'an Industry Park (Ланфан)
- Gu'an Aerospace Science and Technology City (Ланфан)
- Gu'an New Industry City (Ланфан)
- Gu'an Hi-tech Development Zone (Ланфан)
- Yongqing New Industry City (Ланфан)
- Wen'an New Industry City (Ланфан)
- Bazhou New Industry City (Ланфан)
- Dachang New Industry City (Ланфан)
- Xianghe New Industry City (Ланфан)
- Xianghe Robotics Town (Ланфан)
- CFLD Innovation Center (Пекин)
- Huailai New Industry City (Чжанцзякоу)
- Zhuolu New Industry City (Чжанцзякоу)
- Beidaihe New Industry City (Циньхуандао)
- Changli New Industry City (Циньхуандао)
- Shenshui New Industry City (Шэньян)
- Xingtai New Industry City (Синтай)
- Handan New Industry City (Ханьдань)
- Xinzheng New Industry City (Чжэнчжоу)
- Xinmi New Industry City (Чжэнчжоу)
- Wuzhi New Industry City (Цзяоцзо)
- Huojia New Industry City (Синьсян)
- Changge New Industry City (Сюйчан)
- Shucheng New Industry City (Луань)
- Jin'an New Industry City (Луань)
- Chaohu New Industry City (Хэфэй)
- Changfeng New Industry City (Хэфэй)
- Hanshan New Industry City (Мааньшань)
- Hexian New Industry City (Мааньшань)
- Bowang New Industry City (Мааньшань)
- Lai’an New Industry City (Чучжоу)
- Lishui New Industry City (Нанкин)
- Jiangning New Industry City (Нанкин)
- Gaochun New Industry City (Нанкин)
- Liangxi New Industry City (Уси)
- Torch Incubator (Сучжоу)
- Jiashan New Industry City (Цзясин)
- Nanhu New Industry City (Цзясин)
- Nanxun New Industry City (Хучжоу)
- Deqing New Industry City (Хучжоу)
- Wuhan Aerospace New Industry City (Ухань)
- Huangpi New Industry City (Ухань)
- Jiangxia New Industry City (Ухань)
- Tuanfeng New Industry City (Хуанган)
- Jiayu New Industry City (Сяньнин)
- Yuhu New Industry City (Сянтань)
- Minzhong New Industry City (Чжуншань)
- Jiangmen High-tech New Industry City (Цзянмынь)
- Pujiang New Industry City (Чэнду)
- Pengshan New Industry City (Мэйшань)

Также в состав группы входят Dachang Film and TV Town (Ланфан) и Исследовательский институт CFLD Industry. Зарубежные активы China Fortune Land Development расположены в Сингапуре (штаб-квартира CFLD International), Тангеранге (Индонезия) и Калифорнии (США).